# Claustro de la catedral de Gerona

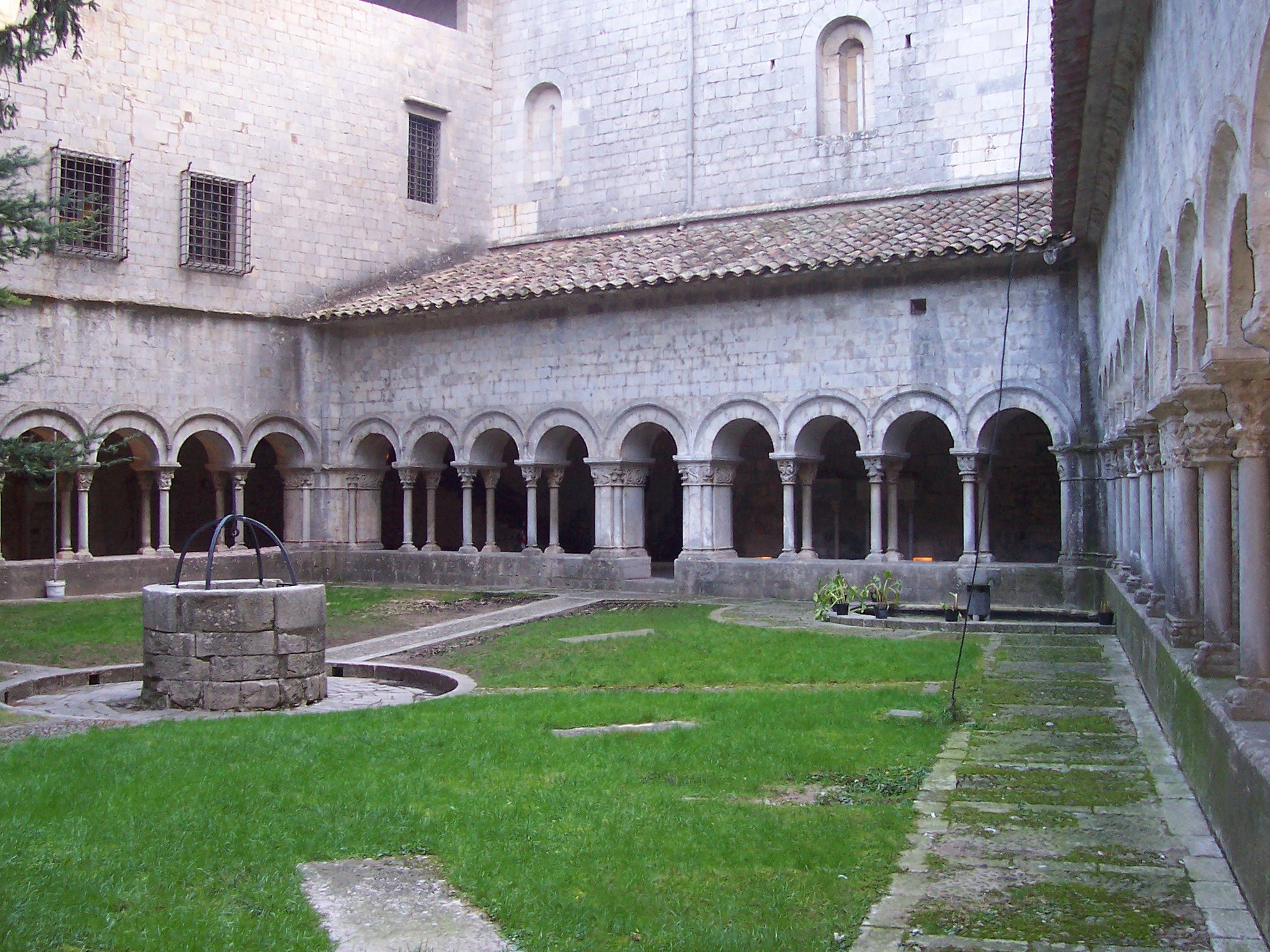
Panda este al fondo.

El claustro de la catedral de Gerona, emplazado en el lado norte de la iglesia, está considerado como uno de los más importantes de Cataluña (España). Es obra del siglo XII, de planta irregular y en sus cuatro pandas o lados muestra arquerías románicas apoyadas sobre columnas que conservan los capiteles que han dado fama y categoría a la obra. Ha sido estudiado muy a fondo por los eruditos profesores Gerardo Boto Varela, Eduard Junyent y Carlos Sarthou Carreres quienes con sus descripciones editadas dieron a conocer todo el arte allí acumulado.
Por lo general los claustros canónicos no tuvieron el mismo protagonismo que los benedictinos porque las congregaciones acabaron viviendo en otras casas y los canónigos de las catedrales también, sin hacer apenas vida comunitaria. Tal fue el caso de este claustro de la catedral gerundense y así, después de construir un dormitorio al este, no se usaba, la sala capitular se quedó anticuada desde el principio, y en el refectorio no se daban comidas y se utilizaba tan solo para recibir la «porciones» y demás prebendas.

## Construcción del claustro
El primer recinto claustral debió construirse antes de 1117 aprovechando dos galerías edificadas en sillería, año en que un obispo llamado Berenguer firmó:

In claustrum canonicorum Sanctae Mariae

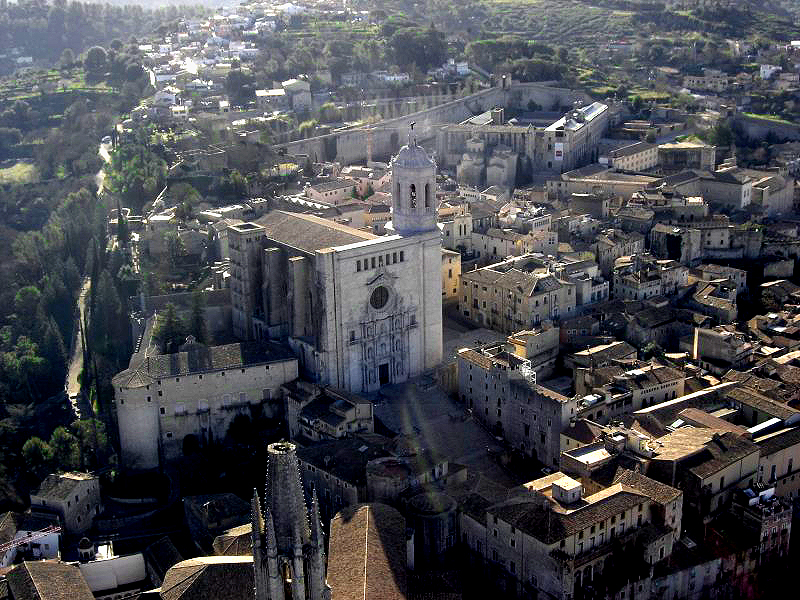
Vista de la catedral y el claustro donde puede apreciarse la torre de Carlomagno y las murallas pegadas a la panda norte

En contra de lo tradicional en los claustros románicos, se instaló la sala capitular en la panda sur contigua al muro de la iglesia. La panda este se dedicó a dormitorio mientras que en la oeste se ubicó la canonja o canonjía con la zona de los porcioneros —canónigos que disfrutaban de prebendas especiales—. En el proyecto de 1019 estaba bien definida la estructura con doble altura que salvaba el desnivel que todavía se contempla. La parte baja se dedicó a cilla y sobre ella se organizó el refectorio.
En los últimos años del siglo XII se replanteó el claustro con el podio sobre el que descansan las arcuaciones con las columnas y los capiteles bien labrados. En 1197 debía estar lo suficientemente terminado como para acoger una reunión de obispos de la que se da cuenta en los documentos conservados. Las cuatro pandas estaban ya bien diseñadas formando el original patio de perfil trapezoidal con galerías de longitudes diferentes. En el siglo XIV se alteraron bastante los espacios de las galerías, cuando se organizó sobre la muralla el archivo capitular; en 1532 se construyó la capilla de la Virgen de los Claustros en el lugar de la antigua canonjía y en el siglo XVIII, se construyó una nueva sala capitular.

## Descripción arquitectónica y artística

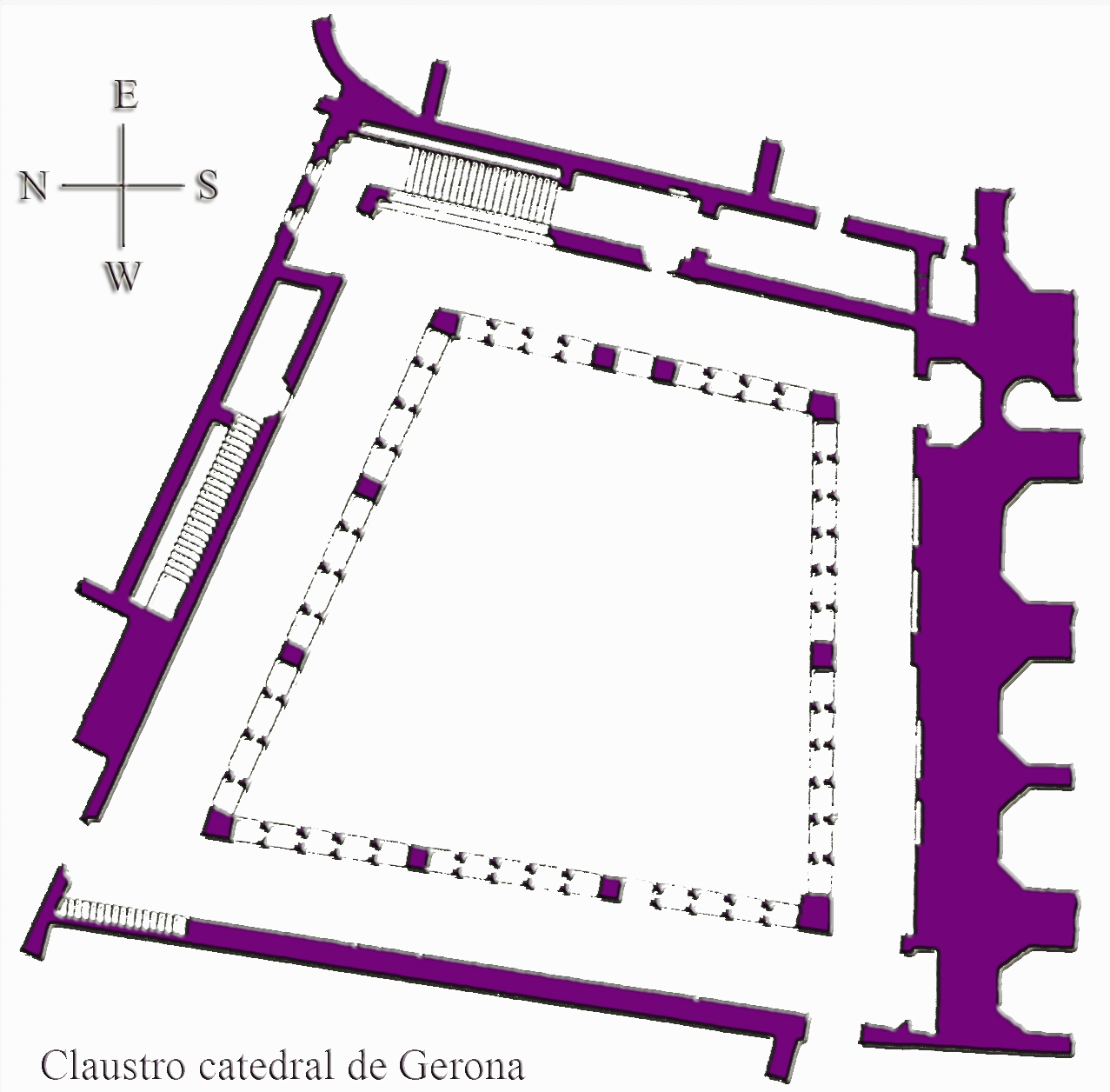
Plano del claustro

El claustro está constituido por cuatro pandas o galerías desiguales en tamaño y desiguales en el contenido de arcos y machones. Estos no sobresalen del espesor del muro y se ven repartidos en los esquinazos y en puntos intermedios de cada crujía. Las arquerías son de medio punto con guardapolvo y están asentadas sobre un podio corrido. Tanto al interior como al exterior, los resaltes del guardapolvo se unen en un punto de intersección mediante unas columnillas talladas en el muro. Este sistema fue utilizado en la panda más antigua del claustro del monasterio de Ripoll. Las columnas son pareadas y sus capiteles están trabajados con diversos temas que se verán en su sección correspondiente. Las galerías sur, este y oeste se cubren con bóveda de cuarto de cañón, mientras que la norte es de medio cañón. Siguiendo el ejemplo del claustro de Elna, los pilares o machones fueron adornados con frisos de temas religiosos que siguen un hilo de argumentación, y también con temas vegetales, cotidianos y zoomorfos.
Los trabajos artísticos fueron iniciados por distintos artistas provenientes tal vez de un mismo taller, seguramente procedente o influenciado por los talleres de Rodes y que tal vez trabajarían en el claustro de Galligans y el monasterio de Sant Cugat. El equipo comenzó por la panda sur para seguir por la oeste y este y concluir con la norte. Se unió en los trabajos un segundo equipo al cual perteneció el maestro Arnau Cadell que trabajó en el claustro de Sant Cugat. y
Existen dos capiteles guardados en el Museo de Arte de Gerona documentados y procedentes de la Casa del Canónigo, ajenos por completo al estilo y contexto de todos los demás del claustro. Se han relacionado con la obra del claustro de L’Estany.

### Columnas
Son idénticas en todas las galerías, con una pequeña diferencia de ornamentación en las de la galería sur. Sobre un plinto cuadrado se apoyan dos toros (molduras) separados por una escocia. En los ángulos del plinto están labradas las tradicionales garras que en ocasiones se transforman en cabecitas de lobo, salvo en la galería sur (como ya se apuntó aquí arriba) en que se ven aves, comadrejas, ranas o felinos.

### Frisos y capiteles
Los frisos decorados envuelven los pilares a una misma altura en cada uno de ellos. Los pilares son en total once, cuatro en los ángulos de las pandas y el resto a lo largo de cada galería. Los frisos de la panda sur tienen temas historiados, así como en una pequeña sección de la occidental; en el resto predominan motivos ornamentales y figurados.

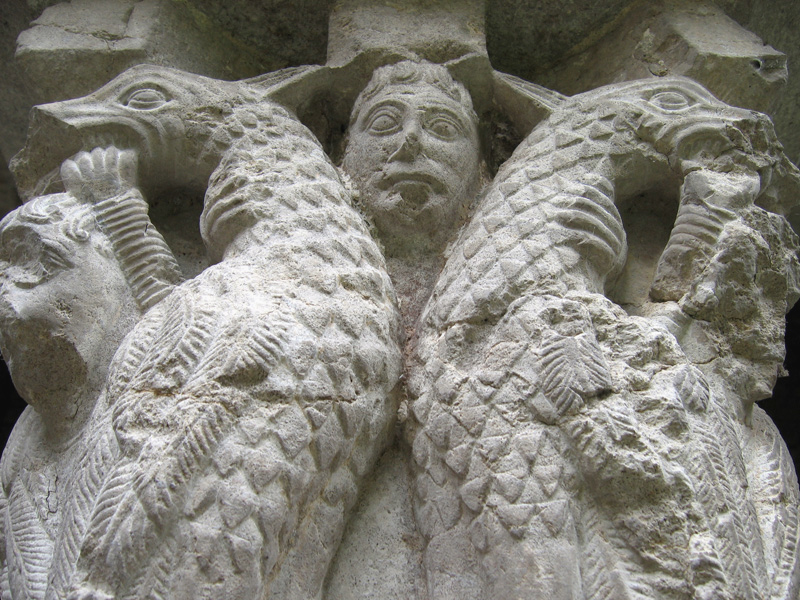
Detalle de uno de los capiteles del claustro.

Los capiteles son en total 122; 74 corresponden a las columnas de los tramos de las arcuaciones y 43 a las esquinas de los pilares. En general se les puede clasificar como de tipo corintio clásico, con excepción de cinco capiteles de la galería sur y dos de la norte que se realizaron en los siglo XIV y siglo XVI, para sustituir los antiguos que estaban muy estropeados. Los capiteles corintios no historiados sino ornamentales llevan hojas de acanto y cintas perladas acompañadas de foliaciones y piñas y a veces cabezas de monstruos en el centro de las caras. Los capiteles con figuras muestran un amplio repertorio de aves, monstruos y otros animales. El tema que más abunda es el de las aves, de cuello y pico largos, cuyo cuerpo termina en cola de reptil o tiene la forma de grifo o basilisco, incluso de sirena y de nereida. A estas escenas se añade a veces la figura humana representando atlantes o luchando contra grifos y leones, o bien cazando o luchando. Es una ornamentación inspirada en las telas orientales y en los marfiles árabes. Los capiteles historiados con escenas del Nuevo Testamento se complementan con los frisos historiados de los pilares o machones que llevan escenas del Antiguo Testamento.

### Galería sur

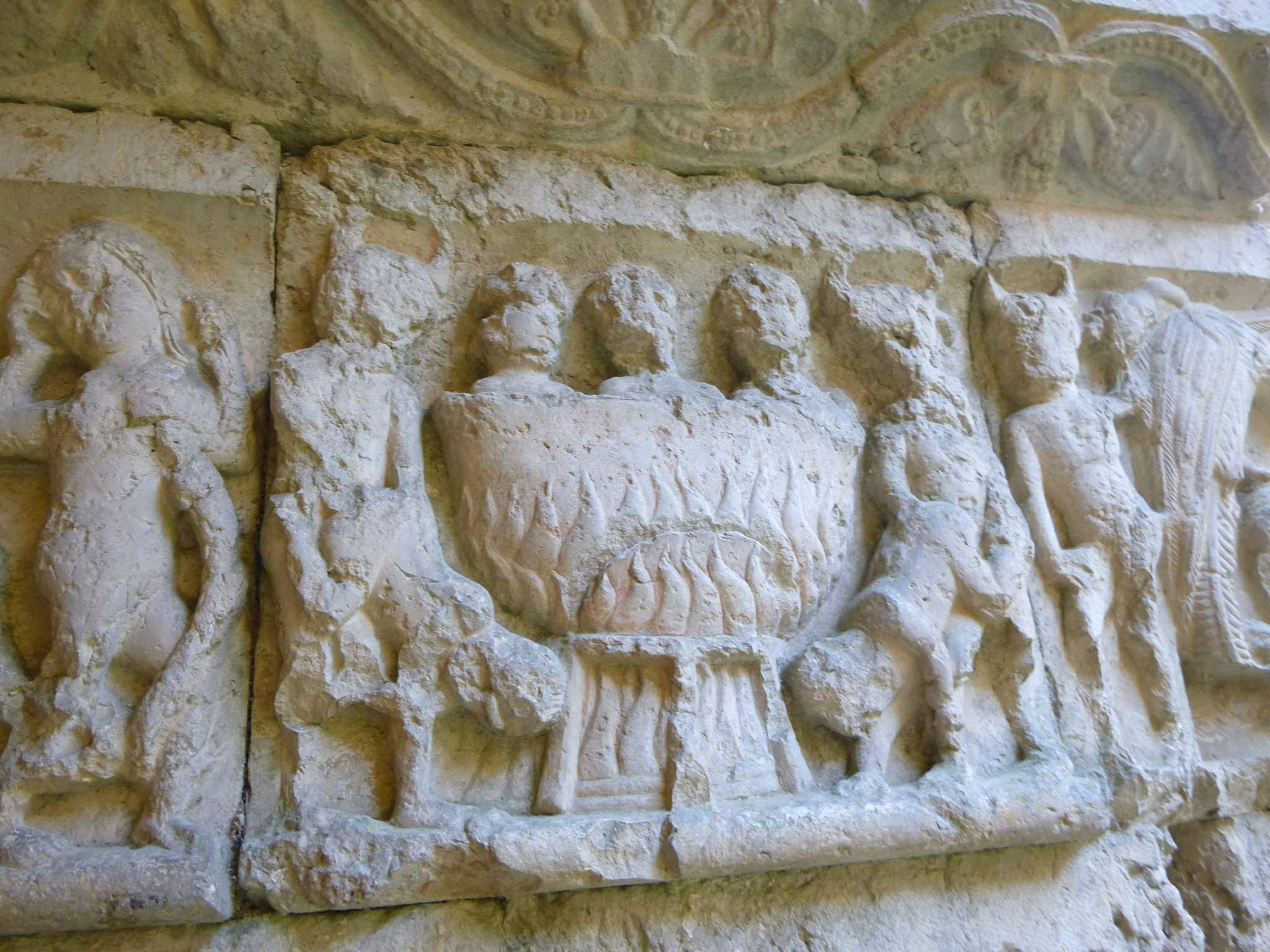
Caldero con tres condenados

Se extiende paralela al muro norte de la iglesia, con 18,80 m. Fue la primera en construirse. Lleva en las esquinas pilares decorados con frisos más otro que se alza justo en el centro dividiendo las arquerías en dos tramos con seis arcos cada uno y cinco pares de columnas. En esta panda se desarrolló un gran trabajo ornamental no sólo en los capiteles de las columnas y frisos de los machones sino también en las basas de las columnas y en las columnillas de las intersecciones del guardapolvo interior de los arcos, en impostas y en sobre frisos. En estas impostas aparecen tallos con foliaciones entre cabezas de lobo y animales simétricos. En las columnillas se repite cinco veces un personaje sentado, con las manos sobre las rodillas y vestido con túnica. El resto son animales raros sentados de espalda y volviendo la cabeza.
Los capiteles de las columnas desarrollan los temas del Nuevo Testamento; algún capitel hace una intrusión con Moisés y las tablas de la Ley. Estos capiteles siguen un ciclo narrativo de los episodios de la vida de Jesús; incluso en alguno se narra la parábola del rico Epulón que aparece lujosamente vestido y servido por un criado que le ofrece los manjares rodilla en tierra. En otra escena puede verse al mendigo Lázaro (no confundir con el Lázaro resucitado) que acaba de morir y es transportado por dos ángeles y recibido por Abraham.

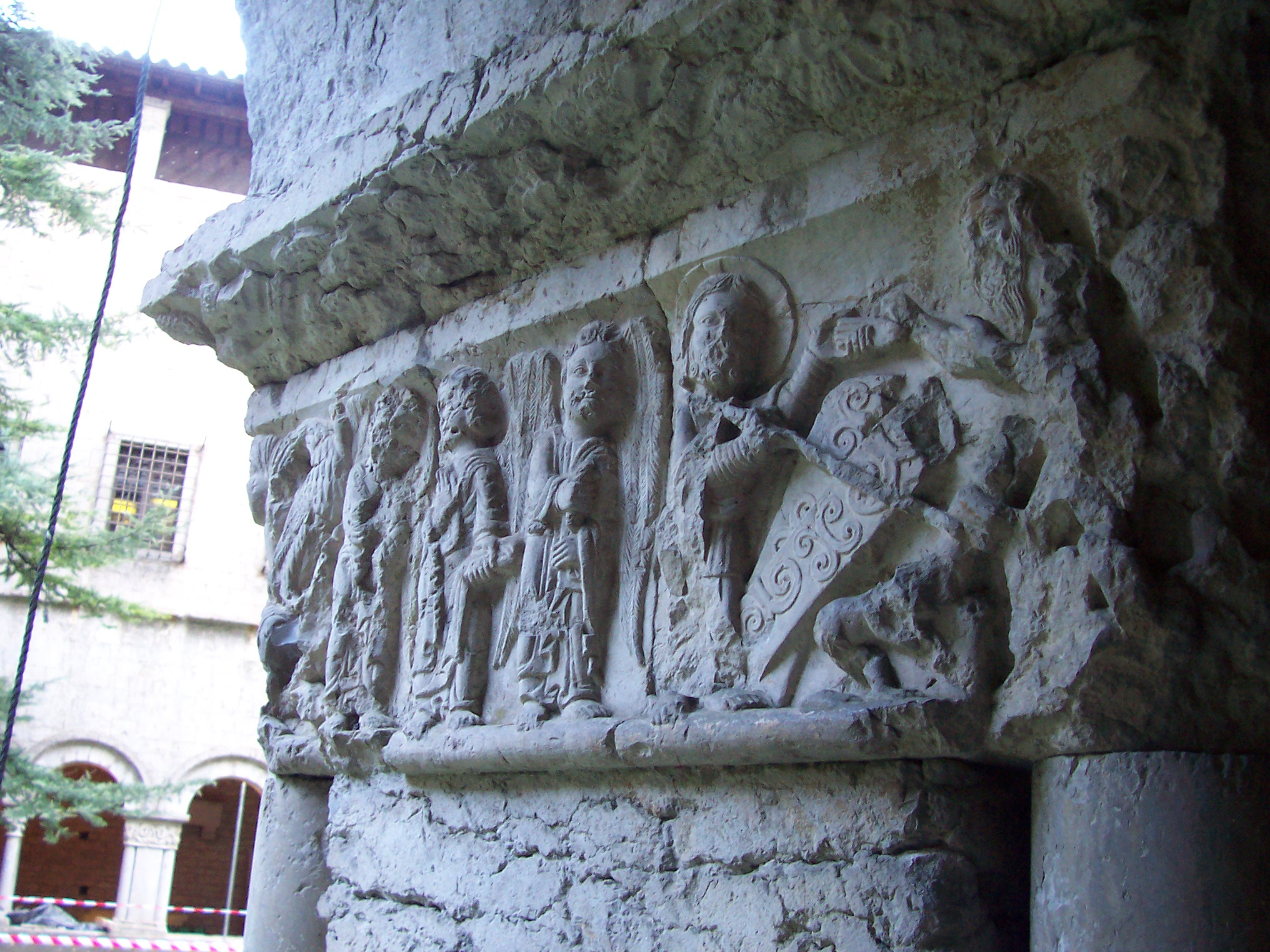
Friso del pilar central, galería sur: Anastasis

La ornamentación del friso del pilar intermedio representa la Anastasis o bajada de Cristo a los infiernos para librar las almas de los primeros padres. Sigue una representación de los condenados con un fondo de llamas y la figura de Satanás en posición arrogante. Las escenas son bastante llamativas como para infundir terror, como la de los dos hombres desnudos que se apuñalan mientras son envueltos por unas serpientes que al mismo tiempo muerden el pecho de unas mujeres en actitud y gesto de horror. La representación historiada se complementa con un caldero puesto sobre las llamas, que tiene dentro tres condenados, unos diablos y unos grifos monstruosos. El friso de la cara exterior no sigue el tema historiado sino que se adorna con un doble roleo y cinta perlada. Los capiteles de este pilar son historiados con temas del Nuevo Testamento, sin seguimiento narrativo ni orden cronológico. Se dan también los temas figurados. No hay ninguno de tipo corintio.

### Galería oeste

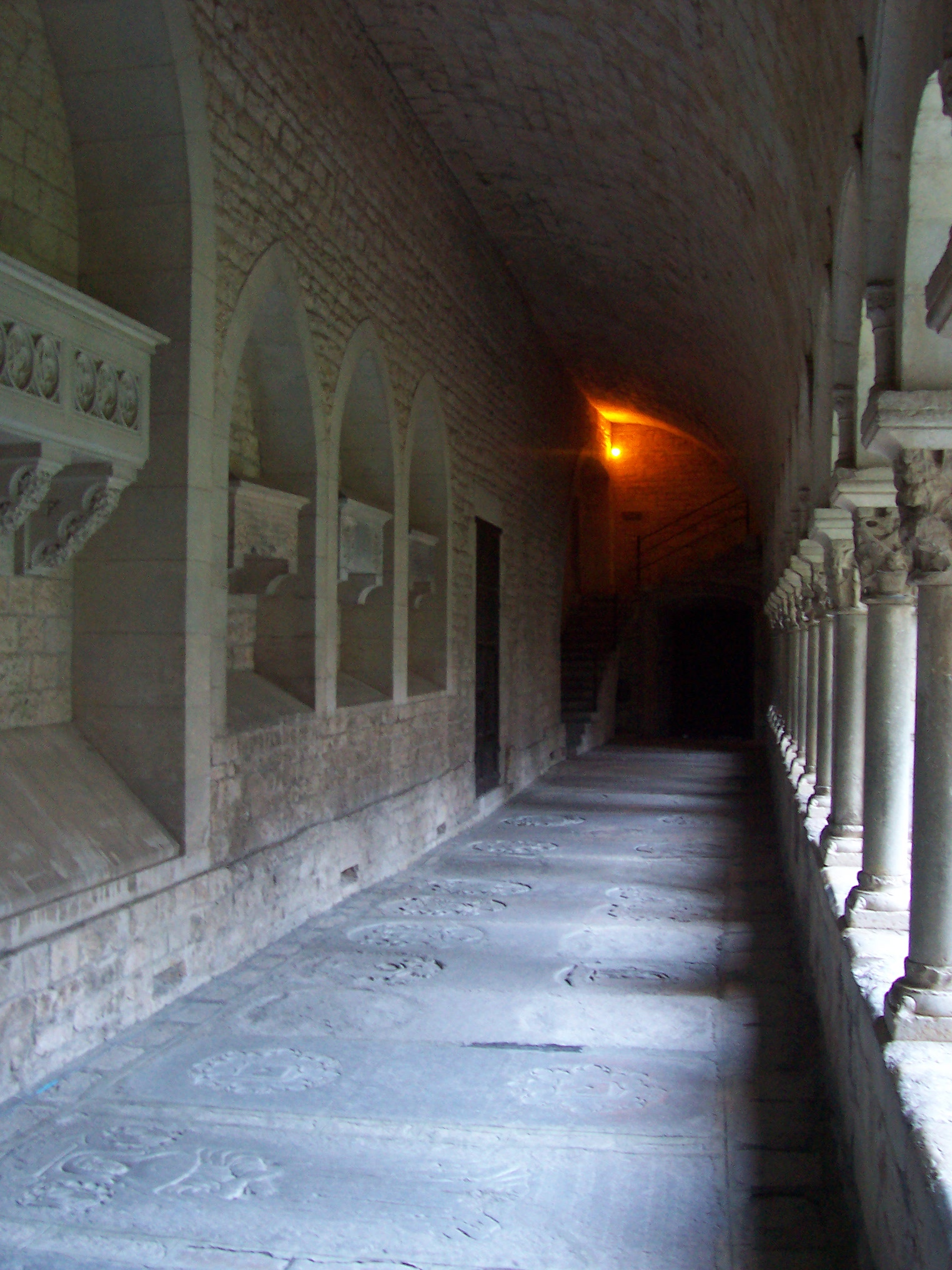
Vista de la galería oeste

Se construyó después de la panda sur. Es la más larga de las cuatro con 22,80 m; alberga el antiguo refectorio. Se une con la galería norte y sur con sendos pilares adornados de sus respectivos frisos. Está dividida en tres tramos de cinco arcos cada uno y dos pilares entre medias. El más cercano a la galería norte está rodeado por un friso con representaciones de entrelazos y hojas de acanto, de aves retorcidas que picotean sus patas. El siguiente pilar tiene ornamentación de entrelazos perlados, hojas enrolladas y piñas. En otras caras presenta toda una historia de la construcción del claustro: Se ven los obreros transportando el agua necesaria, con el cuerpo curvado por el peso. Otro porta sobre su espalda un botijo con agua para beber. En otro pasaje se ven los escultores trabajando; van vestidos con túnica corta ceñida y uno va tocado con un gorro de lana. Están sentados en banquetas y tienen ante sí el bloque de piedra para trabajar. A continuación se remata la narración con la presencia de un obispo, vestido de pontifical con mitra, que llega para inspeccionar y bendecir la obra. Le acompaña su ayudante que lleva báculo y va vestido con sobrepelliz. Un tercer personaje es un canónigo encargado de la administración de la obra. 

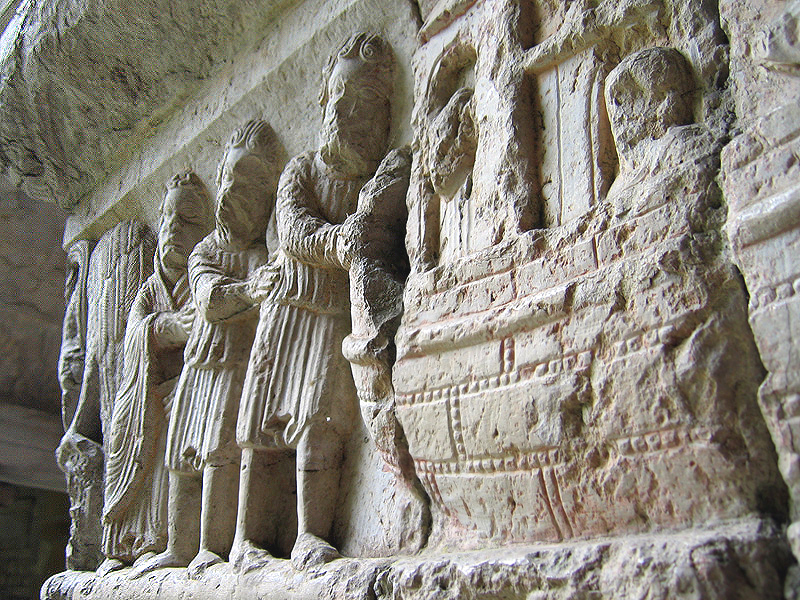
Arca, Noé, su hijo y su mujer

El pilar de la esquina con la galería oeste recoge el tema de diversos episodios de Noé que se complementarán con los capiteles de la panda oeste en que se muestra al personaje ya después del Diluvio, cosechando la uva y con su hijo Cam. En el tramo cercano a la panda norte hay capiteles con ornamentación figurada, aves, monstruos, etc. y otros de tipo corintio o con animales que atacan al hombre. El cincelado de estos capiteles es muy minucioso y de gran calidad. El tramo siguiente muestra capiteles del tipo corintio, ornamentales de cintas perladas, sirenas pez y otros representando luchas cuerpo a cuerpo, personajes que se defienden de alguna bestia o que luchan entre ellos con espadas anchas y cortas. También está representada la caza del jabalí: el animal está tumbado patas arriba mientras el cazador lo coge por el cuello. Un segundo jabalí algo alejado presencia la escena. El tercer tramo (cerca de la panda sur) lleva capiteles que representan el tema de la vendimia, donde aparecen los vendimiadores acarreando la uva. Otros capiteles muestran una extraña lucha entre dos personajes en presencia de otros dos calzados con zapatos muy puntiagudos; otros luchan contra dragones. El último de los capiteles muestra diversos episodios de Noé: la parra plantada por él después del diluvio, la recogida de los racimos de uva, su embriaguez, la burla de su hijo Cam y la consecuente maldición de Noé. Estas escenas enlazan con el friso inmediato de la esquina con la panda oeste que ya existía, donde se representa la escena del diluvio.

### Galería este

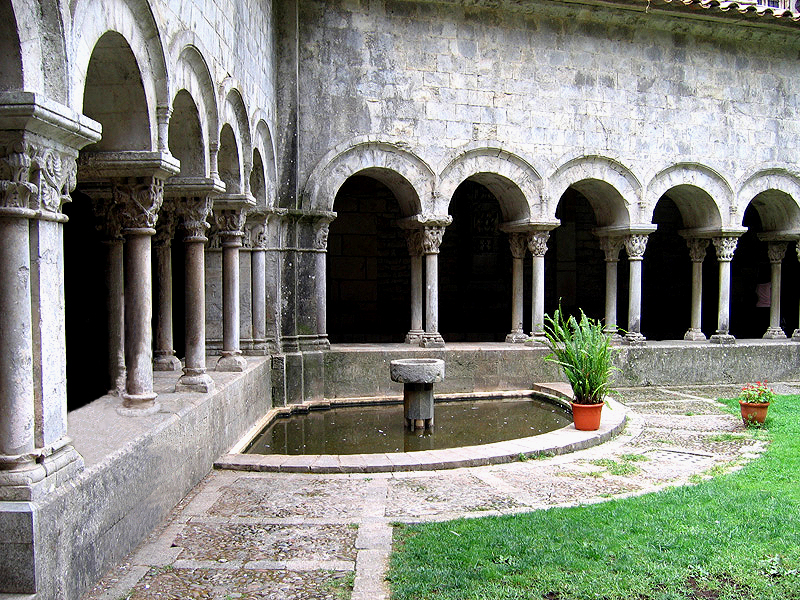
A la izquierda, galería este y de frente, galería sur

La galería este es la más corta de todas, con 14,20 m, y está condicionada por la anterior construcción del dormitorio canónico. En las esquinas tiene sendos pilares que enlazan con las otras dos galerías. En el centro tiene otros dos pilares separados por un arco y hacia un lado y otro presenta cuatro arcos (ocho en total) que se apoyan sobre seis columnas pareadas con sus respectivos capiteles decorados, doce en total. De estos doce, cuatro son de tipo figurado y cuatro ornamentales, dos derivados del corintio y dos historiados, todos labrados en sus cuatro caras. Entre los capiteles historiados aparece Sansón luchando contra el león y los filisteos. En otras caras se ven guerreros con escudo y Sansón dormido sobre las piernas de Dalila que aprovecha para cortarle el cabello. Después recupera las fuerzas y se sujeta a una de las columnas del templo derribado.

### Galería norte

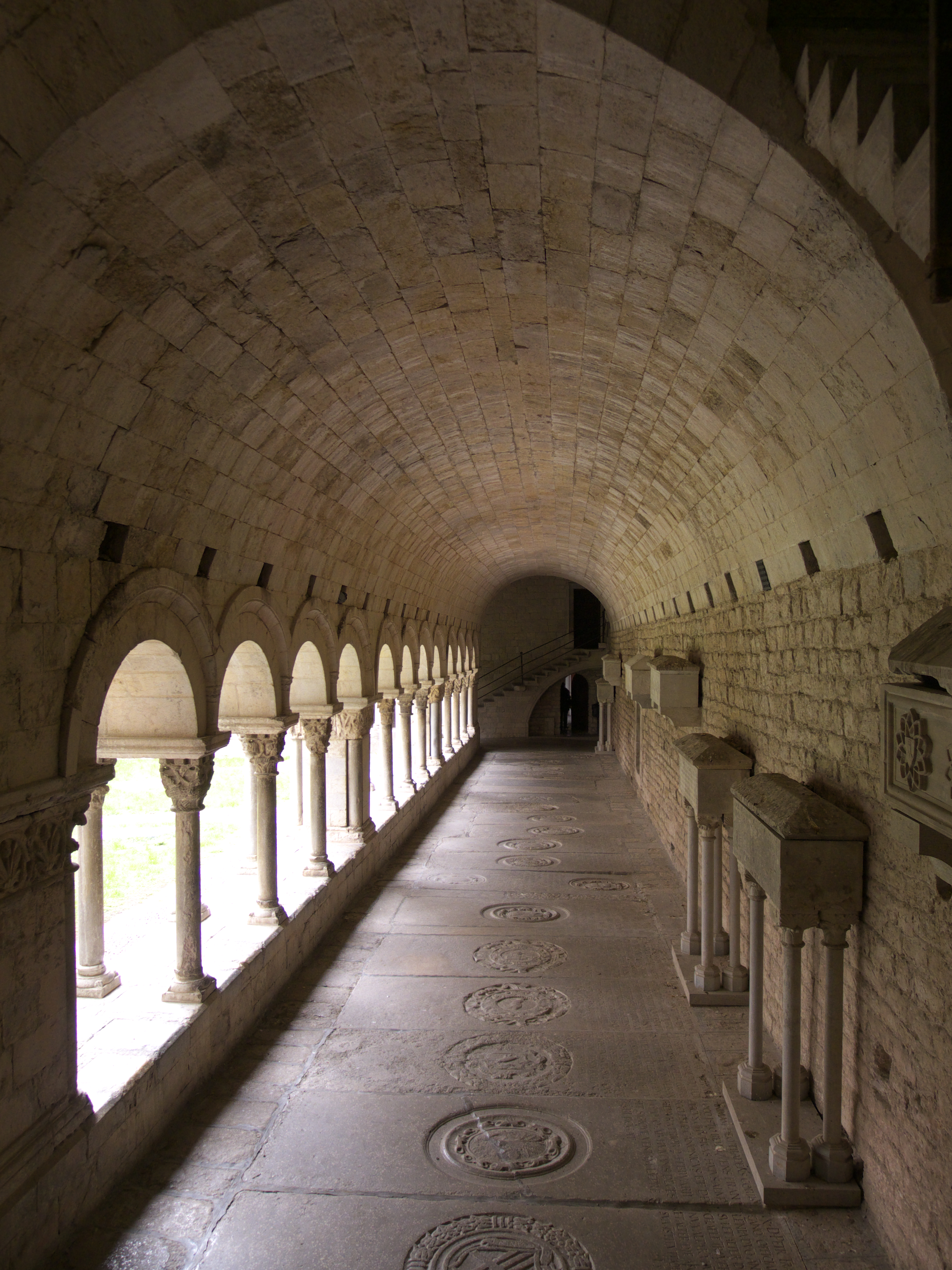
Galería norte

Esta galería fue la última en construirse por lo que con su alzado se terminó de cerrar el claustro. Avanza paralela a la muralla y condicionada por ésta. Mide 21,60 m. Se cubrió con bóveda de cañón y con tejado a dos aguas por quedar fuera de la construcción anterior. Además de los dos pilares de las esquinas cuenta con otros dos que distribuyen las arcuaciones. El más cercano a la galería este lleva un friso decorativo continuo. Se ven esculpidos unos personajes con barba, vestidos con túnica y sentados, enlazándose con grifos alados. El segundo pilar presenta el tema de las aves afrontadas, colocadas de perfil, picando unos frutos pendientes. Algunos capiteles de las columnas son derivados del corintio, otros son ornamentales. Hay dos capiteles interiores que son del siglo XIV, sustituyendo los viejos que estarían muy deteriorados. En el último tramo, cerca del lado oeste se ven capiteles figurados con monstruos y grifos y otros con ornamentación simple de acantos y cintas enlazadas. Se repite el tema de las aves afrontadas, de largo cuello que picotean los frutos de foliaciones perladas.